# Axel Oxenstierna

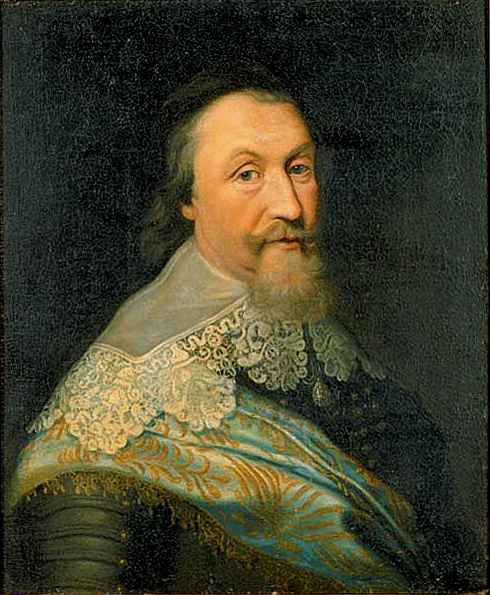
Axel Oxenstierna (1635)

Graf (Greve) Axel Gustafsson Oxenstierna af Södermöre (auch Oxenstjerna, schwedische Aussprache: ʊksɛnˌɧæːɳa) Ausspracheⓘ (* 16. Juni 1583 auf Gut Fånö bei Bålsta; † 28. August 1654 in Stockholm) war schwedischer Reichskanzler vor, während und nach dem Dreißigjährigen Krieg, von 1612 bis zu seinem Tod 1654.
Nachdem König Gustav Adolf 1632 gefallen war, führte Oxenstierna für dessen unmündige Tochter Christina als Vormund die Regierungsgeschäfte. Die schwedische Verwaltung reformierte er. Die lange Dauer des Krieges war, neben der Unnachgiebigkeit der Kaiser Ferdinand II. und Ferdinand III. in Religionsfragen, vor allem eine Folge seiner Entscheidungen. Letztlich konnte er territoriale Gewinne in Deutschland und auch gegen Dänemark durchsetzen und Schwedens Großmachtstellung im Ostseeraum sichern.

## Leben
Axel Oxenstierna war der Sohn des Freiherrn Gustaf Gabrielsson Oxenstierna (1551–1597) und dessen Ehefrau Barbro Axelsdotter Bielke (1556–1624). Er entstammte dem alten schwedischen Adelsgeschlecht Oxenstierna aus Småland.
Mit 16 Jahren immatrikulierte sich Oxenstierna 1599 zusammen mit seinen Brüdern an der Universität Rostock. Im Folgejahr wechselte er nach Wittenberg und 1601 nach Jena. Dort studierte er bis 1603.
Nach seinem Studium wurde er 1603 zum Kammerjunker von König Karl IX. von Schweden berufen und im Jahre 1606 in diplomatischer Mission nach Mecklenburg gesandt; es war die erste von vielen noch folgenden.
Am 5. Juni 1608 heiratete er Anna Åkesdotter (Bååt). Mit ihr hatte er die Söhne Erik Axelsson Oxenstierna und Johan Axelsson Oxenstierna.
1609 wurde Oxenstierna in den Reichsrat berufen und 1611 bestimmte ihn König Gustav Adolf zum Mitglied des Regentschaftsrates. 1610 ging er nach Kopenhagen, um einen Krieg mit Dänemark zu verhindern, war aber nicht erfolgreich.

### Kanzlerschaft
Am 6. Januar 1612 wurde er zum Reichskanzler ernannt und seine Organisation und Kontrolle machte sich in jedem Teil der Administration positiv bemerkbar.
Am Frieden von Knäred (zwischen Dänemark und Schweden) vom 20. Januar 1613 war Oxenstierna maßgeblich beteiligt. Die Kronländer Livland und Finnland verwaltete Oxenstierna in den Jahren 1614 und 1616 für seinen König quasi als Vize-Regent. Estland hatte sich schon 1584 als Fürstentum Ehsten der schwedischen Herrschaft unterstellt, mit dem Vertrag von Altmark von 1629 verlor Polen-Litauen Livland an Schweden. Den Friedensvertrag von Stolbowo, der am 9. März 1617 den Krieg zwischen Schweden und Russland beendete, schuf er ebenfalls mit Bravour.
1620 leitete Oxenstierna die Delegation nach Berlin, welche den Heiratskontrakt zwischen Gustav Adolf und Maria Eleonora von Brandenburg ausarbeitete.

### Diplomat und Stratege im Dreißigjährigen Krieg
1622 avancierte Oxenstierna zum Statthalter von Riga, das Gustav Adolf im Vorjahr erobert hatte. Für seine Dienste, welche dem König inzwischen unentbehrlich waren, erhielt er u. a. das Bistum Wenden. 1623 verhinderte Oxenstierna einen Bruch mit Dänemark. Durch eine gemeinsame Besetzung von Stralsund konnte die Stadt vor den kaiserlichen Truppen geschützt werden.
Im Oktober 1626 wurde er zum Gouverneur der eroberten Gebiete in Preußen berufen. Als solcher verhandelte er 1629 – unter Vermittlung Frankreichs – den Waffenstillstand von Altmark. Im Vertrag von Bärwalde schloss Schweden im Januar 1631 ein Bündnis mit Frankreich. Nach der Schlacht bei Breitenfeld am 7. September 1631 wurde  Oxenstierna zum schwedischen Bevollmächtigten am Rhein ernannt, mit sehr weit reichenden Befugnissen. Seine Ernennungsurkunde erreichte ihn Anfang 1632.
Am 16. November 1632 fiel König Gustav Adolf in der Schlacht bei Lützen, Nachfolgerin wurde seine knapp sechsjährige Tochter Christina I. Ab sofort übernahm Oxenstierna die politische Führung. Den militärischen Oberbefehl teilten sich Herzog Bernhard von Sachsen-Weimar und Gustav Graf Horn, Oxenstiernas Schwiegersohn. Die Schweden beschlossen, den Krieg auch ohne den König weiterzuführen.

### Die Folgen derSchlacht bei Nördlingen

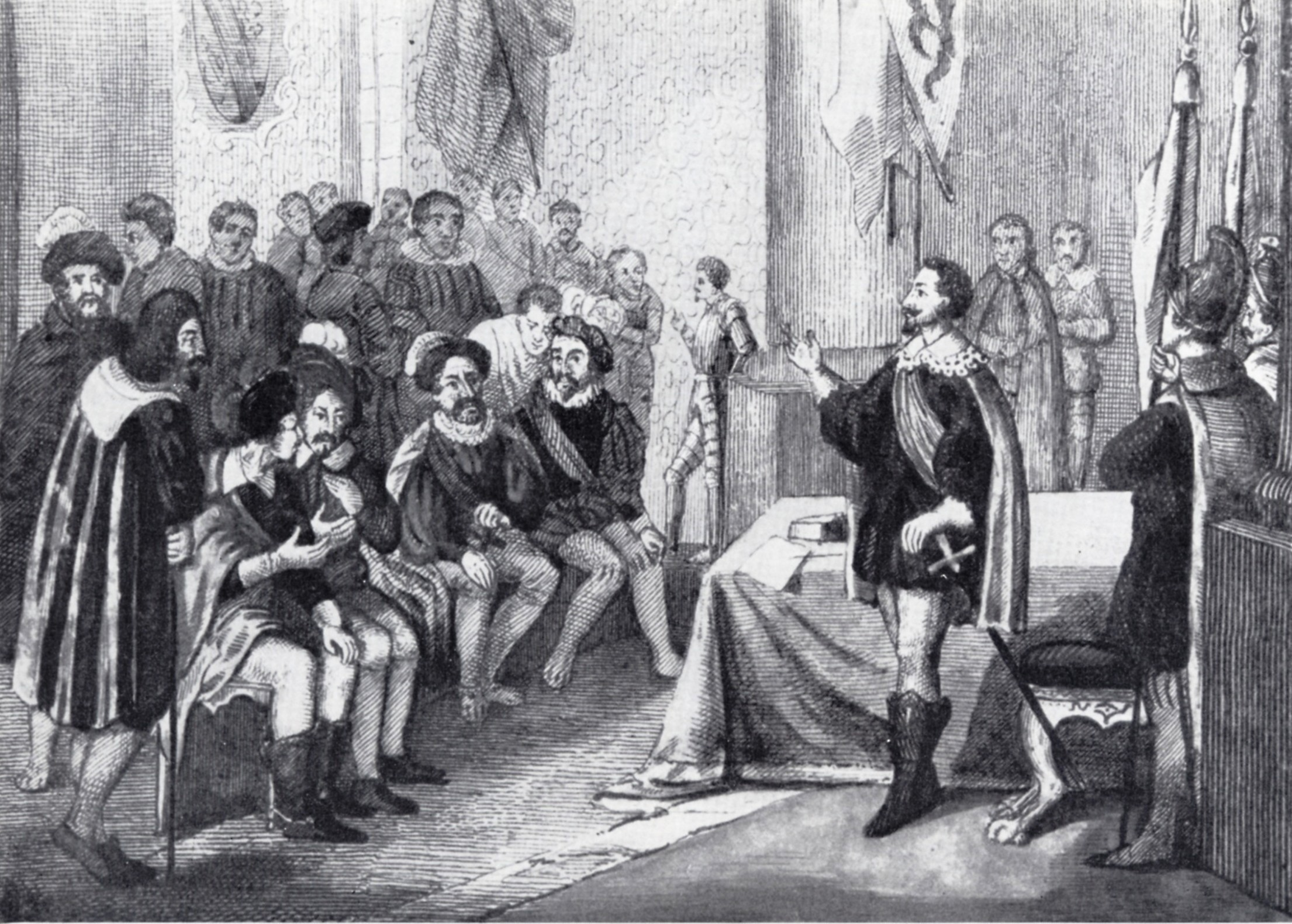
Axel Oxenstierna bei Verhandlungen mit Vertretern des Heilbronner Bundes 1633, kolorierte Lithographie um 1842, nach einem Kupferstich aus der Zeit

Am 23. April 1633 schloss Oxenstierna zwischen Schweden und den fränkischen, schwäbischen und rheinischen Ständen den Heilbronner Bund.
Ab dem Herbst 1633 drängte Oxenstierna den Fürsten Ludwig I. von Anhalt-Köthen, vom Amt des schwedischen Statthalters der Stifte Halberstadt und Magdeburg zurückzutreten. Trotzdem nahm ihn der Fürst im Februar 1634 in die Fruchtbringende Gesellschaft auf. Die Aufnahme erfolgte beim Halberstädter Konvent des Niedersächsischen Kreises zusammen mit anderen Konvent-Teilnehmern.
In der Schlacht bei Nördlingen am 6. September 1634 mussten die Protestanten unter Bernhard von Sachsen-Weimar und Gustaf Horn eine schwere Niederlage hinnehmen. Das protestantische Kurfürstentum Sachsen, dessen Kurfürst Johann Georg I. lange neutral geblieben war und sich erst 1631 nach der Zerstörung Magdeburgs und einem Einfall kaiserlicher Truppen unter General Tilly in Sachsen auf die Seite Gustav Adolfs geschlagen hatte, nutzte die Gelegenheit, aus dem Bündnis wieder auszuscheren. Er und in der Folge viele andere protestantische Mächte schlossen nun den Prager Frieden von 1635 mit Kaiser Ferdinand II. und der katholischen Liga; der Heilbronner Bund löste sich wieder auf. Nur Bernhard von Sachsen-Weimar und Wilhelm V. von Hessen-Kassel blieben an der Seite Schwedens.
Ein allgemeiner Frieden in Deutschland war aber nicht die Folge, weil Oxenstierna sich nicht nach Schweden zurückziehen wollte, sondern beschloss, den Krieg mit der Unterstützung Frankreichs weiterzuführen, um eine Habsburgische Hegemonie in Europa und gar im von Schweden beherrschten Ostseeraum zu verhindern. 1636 bekräftigte Schweden daher sein Bündnis mit Frankreich in Wismar, musste allerdings den Franzosen ein gleichberechtigtes Entscheidungsrecht einräumen; Oxenstierna misstraute zwar dem Kardinal Richelieu, blieb aber auf ihn als mächtigsten Bundesgenossen angewiesen. Oxenstierna erklärte die Fortführung des Krieges so: „Hätte seine verstorbene Majestät sich nicht mit seiner Armee nach Deutschland begeben, besäße der Kaiser heute eine Flotte auf diesen Meeren... die gesamte Küste wäre an ihn gefallen und wir hier in Schweden hätten uns nicht einer einzigen Minute der Sicherheit erfreut.“

### Politik in Schweden
1636 nach Schweden zurückgekehrt, übernahm Oxenstierna die Vormundschaft für Königin Christina und verbannte deren als verantwortungslos geltende Mutter Maria Eleonora auf Schloss Gripsholm, bis sie 1640 nach Dänemark floh. Das negative Bild einer hysterischen, depressiven und verschwenderischen Königinwitwe war allerdings zu erheblichen Teilen interessegeleitet, da weder Oxenstierna noch der Reichsrat sie – wie es üblich gewesen wäre – an der Regierung beteiligen wollten. Christina wuchs nun im Hause ihrer Tante Katharina von Schweden und deren Gemahls Johann Kasimir von Pfalz-Zweibrücken heran, zusammen mit deren Kindern. Oxenstierna leitete fortan die gesamte Innen- und Außenpolitik. Es stärkte seine Position, dass der schwedische Feldmarschall Banér im Herbst 1636 gegen eine Übermacht von Kaiserlichen und Sachsen die Schlacht bei Wittstock gewann. 1638 verpflichtete sich Schweden in Hamburg gegenüber Frankreich zur Fortführung des Krieges, gegen eine jährliche Zahlung von einer Million Talern. 13 Jahre dauerten die folgenden, als „Französisch-Schwedischer Krieg“ bezeichneten Kämpfe auf deutschem Boden noch an, ohne dass es eine entscheidende Schlacht und einen militärischen Sieger gegeben hätte.
Im Mai 1643 beschloss der Reichsrat unter dem Einfluss Oxenstiernas parallel den Beginn des Torstenssonkrieges gegen Dänemark. Schwedische Truppen unter dem Kommando von Torstensson und Horn rückten in Jütland und Schonen ein; im folgenden Jahr gewannen die Schweden mit der Seeschlacht im Fehmarnbelt den Krieg. Mit dem Frieden von Brömsebro beendete ihn Oxenstierna 1645 und gewann eine Reihe von Inseln hinzu.
Im selben Jahr wurde er zum Kanzler der Universität Uppsala berufen. Oxenstierna war für wissenschaftliche Fragen und Neuerungen immer offen. Er gründete fünf Gymnasien und interessierte sich sehr für die Reformen von Wolfgang Ratke. Hugo Grotius ernannte er zum schwedischen Gesandten in Paris und es verband ihn ein längerer Briefwechsel mit diesem Wissenschaftler.
1644 übernahm Königin Christina als Achtzehnjährige die Regierungsgewalt und Oxenstiernas Regentschaft als Vormund endete; er blieb jedoch im Amt als Reichskanzler. Die junge Königin, unter dem Einfluss ihres Ziehvaters Johann Kasimir von Pfalz-Zweibrücken, traf nun allerdings auch eigene Entscheidungen, gegen Oxenstiernas Rat. 1647 ernannte sie ihren Vetter Karl Gustav von Pfalz-Zweibrücken zum Generalissimus der schwedischen Truppen in Deutschland und signalisierte gleichzeitig ihre Absicht, ihn zu heiraten, wovon sie später aber wieder Abstand nahm.
Ab 1643 verhandelten die kriegführenden Parteien – das Reich, Frankreich und Schweden – in Münster und Osnabrück über einen möglichen Friedensschluss. Zum Friedenskongress, der schließlich den Westfälischen Frieden von 1648 aushandelte, schickte Oxenstierna seinen Sohn Johan Axelsson Oxenstierna und den Legaten Johan Adler Salvius. Die Verträge sicherten die schwedische Großmachtstellung im Ostseeraum und brachten Schweden die Herrschaft über Schwedisch-Vorpommern einschließlich der Inseln Rügen, Usedom und Wollin, die Stadt Wismar mit den Ämtern Poel und Neukloster vom Herzogtum Mecklenburg, das Hamburger Domkapitel, das Erzstift Bremen und das Hochstift Verden. Diese Gebiete blieben deutsche Reichslehen und verschafften Schweden Sitze und Stimmen im Reichstag des Heiligen Römischen Reiches. Außerdem erhielt Schweden eine Kriegsentschädigung von 5 Millionen Talern. Dafür zog es seine Truppen aus den übrigen Teilen des Reiches und von der ostpreußischen Küste ab. Es behielt Estland und Livland.

### Oxenstiernas Verwaltungsreformen
Oxenstierna nahm zwar an dem Kriegszug Gustav Adolfs in Deutschland zeitweise teil, führte jedoch keine Schlachten. Dies tat der König selbst als Militärexperte, später seine Generäle, denen Oxenstierna weitgehend freie Hand ließ, solange sie seine großen strategischen Vorgaben einhielten. Ebenso erfolgreich war er als Verwaltungsexperte: Er erstellte eine neue Gerichtsordnung (1614) und eine neue Reichstagsordnung (1616). Gegen alle Widerstände begann er 1617 das schwedische Heer zu reformieren und 1618 führte er mit Erfolg eine neue Kammerverwaltung ein. 1622 wurde eine neue Ritterhausordnung erlassen, die die Rechte der Adelskammer stärkte (im Gegenzug erhob Gustav Adolf viele seiner treuen Beamten in den Adel), im selben Jahr auch eine neue Kanzleiordnung.
Große Verdienste erwarb sich Oxenstierna zudem um die Entwicklung des Postwesens in Schweden. Bereits 1620 organisierte er einen regelmäßigen Postbetrieb zwischen Stockholm und dem schwedischen Postamt in Hamburg, dessen Route über den schwedischen Grenzposten Markaryd durch Dänemark führte. Der einzige Kurierwechsel erfolgte anfangs in Markaryd und ab 1658, nach dem Erwerb von Schonen, am Grenzposten Helsingör. Private Post war auf dieser Strecke zur Beförderung nicht zugelassen. Der Postdienst diente rein staatlichen Interessen Schwedens und war im Dreißigjährigen Krieg von hoher Bedeutung, da die schwedischen Militärs so über eine relativ gute Kommunikationsanbindung in die Heimat verfügten. 1636 wurde unter Oxenstierna das staatlich organisierte öffentliche Postwesen in Schweden begründet. Als Boten wurden Bauern verpflichtet, deren Höfe an den Postrouten lagen und die als Gegenleistung Steuererleichterungen bekamen.

### Abdankung Königin Christinas

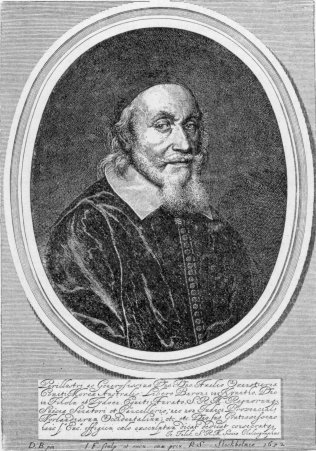
Axel Oxenstierna

Als Königin Christina 1651, kurz nach ihrer offiziellen Krönung, Oxenstierna ihre Absicht kundgab, dem Thron zu entsagen, überredete er sie, davon Abstand zu nehmen, weil er ihrem Cousin und Thronerben Karl Gustav misstraute. Dessen Vater Johann Kasimir von Pfalz-Zweibrücken gehörte zu Oxenstiernas Rivalen und scharte seine Gegner um sich. Außerdem hielt der Kanzler den jungen Prinzen für einen unreifen Abenteurer. Einige Jahre später änderte er aber seine Meinung über den Prinzen, auch war dessen Vater inzwischen gestorben und Oxenstiernas Verhältnis zu Christina stark abgekühlt. Sie zog sich immer mehr ins Privatleben zurück, nachdem sie sich zuvor – nach Oxenstiernas Ansicht unvorteilhaft – in die Verhandlungen zum Westfälischen Frieden eingemischt hatte, bei denen er gern noch mehr für Schweden herausgeholt hätte. Als sie im Februar 1654 erneut ihre Absicht abzudanken kundtat, gegenüber dem Reichsrat und dem Ständereichstag, antwortete er ihr zwar, sie werde das innerhalb weniger Monate bereuen, setzte ihr aber keinen Widerstand mehr entgegen. Er verhandelte vielmehr die Konditionen ihrer künftigen Versorgung und ermöglichte auf dem Reichstag am 16. Juni 1654 im Schloss Uppsala den Thronwechsel.
Wenige Monate später starb Graf Axel Gustafsson Oxenstierna af Södermöre am 7. September 1654 mit 71 Jahren in Stockholm.

## Familie

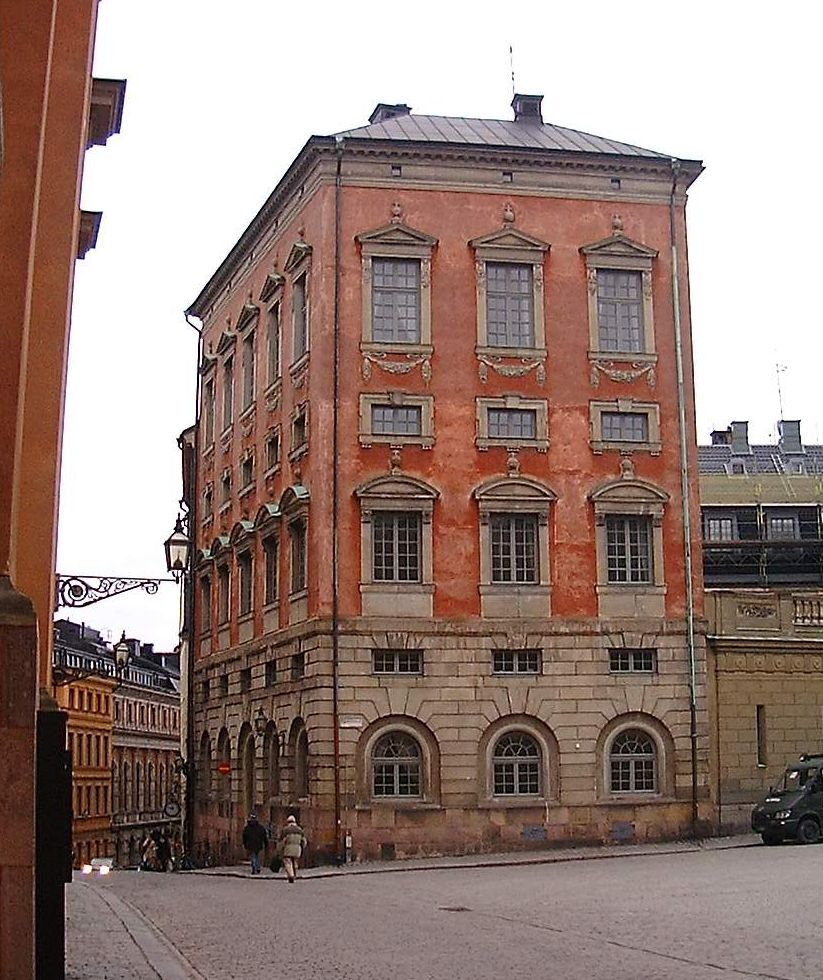
Torso von Axel Oxenstiernas Palast in der Stockholmer Altstadt

Er heiratete am 5. Juni 1608  Anna Åkesdotter (Bååt) († 23. Juni 1649). Das Paar hatte mehrere Kinder:
- Johan (* 24. Juni 1611; † 5. Dezember 1657)

⚭ 1636 Anna Sture (1614–1646)
⚭ 1648 Margaretha Brahe (1603–1669)
- Catharina (* 1612; † 25. Juni 1661) ⚭ 1640 Johan Kruse (1615–1645) Herr von Harviala
- Christine (* 1612; † 8. August 1631) ⚭ 1628 Gustaf Horn von Björneborg (1592–1657), Graf von Pori
- Erik (* 13. Februar 1624; † 23. Oktober 1656) ⚭ 1648 Elisabeth Brahe (1632–1689)